# Lee Remick
Lee Ann Remick (ur. 14 grudnia 1935 w Quincy, zm. 2 lipca 1991 w Los Angeles) – amerykańska aktorka filmowa, teatralna i telewizyjna oraz piosenkarka. Nominowana do Oscara za pierwszoplanową rolę w filmie Dni wina i róż (1962).
Jej bohaterki to głównie eleganckie, subtelne i inteligentne kobiety „bez wieku”. Jak pisali krytycy: „Lee Remick nigdy nie schodzi poniżej swej klasy, zawsze więc obejrzenie jej daje dużo satysfakcji”. Mówiono też, że jest „amerykańską odpowiedzią na Brigitte Bardot”.

## Życiorys

### Wczesne lata
Urodziła się w Quincy w Massachusetts jako córka Gertrude Margaret Patricii (z domu Waldo), aktorki, i Francisa Edwina „Franka” Remicka, który był właścicielem domu towarowego Remick’s. Miała starszego brata Bruce’a. Po rozwodzie rodziców została wychowana przez matkę w Nowym Jorku, gdzie uczęszczała do ekskluzywnej prywatnej szkoły Svoboda School of Dance i przez dziesięć lat uczyła się tańca. Była również modelką dziecięcą. Ukończyła nowojorską szkołę dla dziewczyn Hewitt School. Ostatecznie jednak wybrała karierę aktorską. W 1952 zadebiutowała jako aktorka w letnim przedstawieniu w Hyannis w Massachusetts. Studiowała aktorstwo w Barnard College i Actors Studio w Nowym Jorku.

### Kariera
W 1953 zadebiutowała na Broadwayu w roli Lois Holly w komedii Be Your Age. Rok później wystąpiła w broadwayowskim musicalu Arthura Laurentsa Anyone Can Whistle (1954) jako Fay Apple z Harrym Guardino i Angelą Lansbury. Za rolę Susy Hendrix w sztuce broadwayowskiej Doczekać zmroku (1966) z Mitch Ryanem i Robertem Duvallem była nominowana do Tony Award.
W 1957 po raz pierwszy znalazła się na kinowym ekranie jako Betty Lou Fleckum w dramacie Twarz w tłumie (A Face in the Crowd) w reżyserii swojego wykładowcy Elii Kazana. Zyskała rozgłos dzięki roli ofiary gwałtu, której mąż jest sądzony za zabicie jej napastnika w dramacie sądowym Otto Premingera Anatomia morderstwa (Anatomy of a Murder, 1959). W dramacie Elii Kazana Dzika rzeka (Wild River, 1960), stworzyła jedną z najciekawszych swoich kreacji wnuczki Elli (Jo Van Fleet) – Carol Garth Baldwin. Na planie dramatu telewizyjnego NBC Burza (The Tempest, 1960) opartego na sztuce szekspirowskiej spotkała się z Richardem Burtonem. Kreacja Kirsten Arnesen–Clay, uzależnionej od alkoholu żony speca od public relations (Jack Lemmon) w dramacie Blake’a Edwardsa Dni wina i róż (Days of Wine and Roses, 1962) przyniosła jej nominację do Oscara dla najlepszej aktorki pierwszoplanowej.
W głośnym dreszczowcu Richarda Donnera Omen (1976) zagrała przybraną matkę Damiena, który okazuje się być Antychrystem. Film odniósł sukces zarówno komercyjny, jak wśród krytyków. Niespodzianką dla wszystkich była jej slapstickowa rola w parodystycznym westernie Na szlaku Alleluja z 1963. Za postać Cassie Walters w telewizyjnym dramacie kryminalnym NBC Błękitny rycerz (The Blue Knight, 1973) z Williamem Holdenem i Samem Elliottem została uhonorowana Złotym Globem. Jako Jeanette Jerome w brytyjskim serialu Thames Television Jennie: Lady Randolph Churchill (1974) otrzymała Złoty Glob dla najlepszej aktorki w serialu dramatycznym. Do ciekawych, jednak nie wnoszących wiele do artystycznej biografii aktorki, należy też rola dr Zonfeld w okultystycznym dreszczowcu Dotknięcie Meduzy (The Medusa Touch, 1978). W miniserialu stacji NBC W 80 dni dookoła świata (1989, reż. Buzz Kulik) portretowała francuską aktorkę Sarah Bernhardt.

## Życie prywatne
Lee Remick była dwukrotnie zamężna. 3 sierpnia 1957 wyszła za mąż za producenta telewizyjnego Billa Collerana, z którym miała córkę Katherine Lee (ur. 27 stycznia 1959) i syna Matthew (ur. 7 czerwca 1961). 23 listopada 1968 doszło do rozwodu. 12 grudnia 1970 poślubiła brytyjskiego producenta filmowego Williama Rory „Kipa” Gowansa.

### Śmierć
Zmarła 2 lipca 1991 na raka nerki w swoim domu w Los Angeles w Kalifornii w wieku 55 lat. Jej ciało zostało poddane kremacji w Westwood Memorial Park.

## Filmografia
- 1957: Twarz w tłumie (A Face in the Crowd)
- 1958: Długie, gorące lato (The Long, Hot Summer)
- 1959: Anatomia morderstwa (Anatomy of a Murder)
- 1960: Dzika rzeka (Wild River)
- 1962: Próba terroru (Experiment in Terror)
- 1962: Dni wina i róż (The Days of Wine and Roses)
- 1963: Rozdzielone łoża (Separate Beds)
- 1965: Dziecko, deszcz musi padać (Baby the Rain Must Fall)
- 1968: Detektyw (The Detective)
- 1970: Rodzina Stamperów (Sometimes a Great Notion)
- 1976: Omen (Omen)
- 1977: Telefon (Telefon)
- 1977: Ambasadorowie (The Ambassadors)
- 1978: Dotknięcie Meduzy (The Medusa Touch)
- 1979: Europejczycy (The Europeans)
- 1980: Konkurs (The Competition)
- 1980: Dar (Tribute)
- 1986: Wojna Emmy (Emma’s War)

## Nagrody
- Nagroda Akademii Filmowej nominacja w 1962
- Złoty Glob 1974, 1976